# Liste der Stolpersteine in Bad Soden-Salmünster
Die Liste der Stolpersteine in Bad Soden-Salmünster enthält die Stolpersteine, die in der südosthessischen Stadt Bad Soden-Salmünster verlegt worden sind. Stolpersteine erinnern an das Schicksal der Menschen, die von den Nationalsozialisten ermordet, deportiert, vertrieben oder in den Suizid getrieben wurden. Die Stolpersteine wurden von Gunter Demnig konzipiert und verlegt. Sie liegen im Regelfall vor dem letzten selbstgewählten Wohnsitz des Opfers.
Die erste Verlegung von 15 Stolpersteinen war am 8. November 2018.

## Verlegte Stolpersteine
In Bad Soden-Salmünster wurden bisher 16 Stolpersteine an vier Adressen verlegt.
| Stolperstein | Inschrift | Verlegort               | Name, Leben |
| ------------ | --- | ----------------------- | --- |
|              | HIER WOHNTE KAROLINE 'LINA' DRESSEL JG. 1901 DEPORTIERT 1943 ERMORDET IN AUSCHWITZ                                                                                               | Franziskanergasse 6     | Karoline Dressel, geborene Korn (1901–1943/45), genannt Lina |
|              | HIER WOHNTE ALEXANDER GRÜNEBAUM JG. 1880 UNFREIWILLIG VERZOGEN 1935 FRANKFURT A. M. 'SCHUTZHAFT' 1938 BUCHENWALD DEPORTIERT SCHICKSAL UNBEKANNT                                  | Frankfurter Straße 10   | Alexander Grünebaum wurde am 6. Juni 1880 in Wächtersbach geboren. Seine Eltern waren Isak und Sara Grünebaum. In erster Ehe war er mit Emma, geborene Oppenheimer, verheiratet. Mit ihr hatte er zumindest eine Tochter, Martha (geboren 1907). In zweiter Ehe heiratete er die 1893 geborene Emilie Hess. Das Paar hatte zwei Söhne, Isidor (geboren 1913) und Manfred Jakob (geboren 1927). Grünebaum war Vorsteher der hiesigen jüdischen Gemeinde. Grünebaum und seine Frau wurden in Folge der nationalsozialistischen Judenverfolgung 1935 zum Umzug nach Frankfurt am Main gezwungen. Im Jahr 1938 wurde er während der Novemberpogrome in „Schutzhaft“ genommen und in das KZ Buchenwald deportiert. Das Ehepaar Grünebaum plante eine Ausreise nach Südafrika, zu der es nicht kam. Alexander Grünebaums Schicksal ist unbekannt, er wurde für tot erklärt. Auch seine Frau und sein Söhne überlebten die Shoah nicht. |
|              | HIER WOHNTE EMILIE GRÜNEBAUM GEB. HESS JG. 1893 UNFREIWILLIG VERZOGEN 1935 FRANKFURT A. M. FLUCHT HOLLAND SCHICKSAL UNBEKANNT                                                    | Frankfurter Straße 10   | Emilie Grünebaum, geborene Hess, wurde am 25. September 1893 in Ortenberg geboren. Ihre Eltern waren Herman und Sabine Hess. Sie heiratete Alexander Grünebaum, das Paar hatte den 1913 geborenen Sohn Isidor und den 1927 geborenen Manfred Jakob. 1935 wurde das Paar in Folge der nationalsozialistischen Judenverfolgung gezwungen nach Frankfurt am Main umzuziehen. Grünebaums Ehemann wurde 1938 in das KZ Buchenwald deportiert. Sie selber emigrierte in die Niederlande. Ursprünglich wollte das Ehepaar nach Südafrika emigrieren. Ihren jüngsten Sohn schickte sie mit einem Kindertransport in die Niederlande. Emilie Grünebaums weiteres Schicksal ist unbekannt, sie hat wie ihr Mann und ihre Söhne die Shoah nicht überlebt. |
|              | HIER WOHNTE ISIDOR GRÜNEBAUM JG. 1913 UNFREIWILLIG VERZOGEN 1937 FRANKFURT A. M. 'SCHUTZHAFT' 1938 BUCHENWALD DEPORTIERT MAJDANEK ERMORDET 6.9.1942                              | Frankfurter Straße 10   | Isidor Grünebaum wurde am 31. August 1913 in Salmünster geboren. Seine Eltern waren Alexander Grünebaum und Emilie, geborene Hess. Er hatte einen deutlich jüngeren Bruder, Manfred Jakob, geboren 1927. Grünebaum wurde Kaufmann. Im Jahr 1937 wurde er in Folge der nationalsozialistischen Judenverfolgung gezwungen nach Frankfurt am Main umzuziehen, seine Eltern waren bereits zwei Jahre zuvor dorthin gezogen. Er wurde ebenso wie sein Vater während der Novemberpogrome 1938 in „Schutzhaft“ genommen und in das KZ Buchenwald deportiert, wo zumindest Isidor am 10. November registriert wurde. Am 30. November desselben Jahres wurde er wieder freigelassen. Er wurde später erneut verhaftet und in das KZ Maidanek deportiert. Isidor Grünebaum wurde dort am 6. September 1942 ermordet. Seine Eltern und sein Bruder haben die Shoah ebenfalls nicht überlebt. |
|              | HIER WOHNTE JULIUS GRÜNEBAUM JG. 1905 FLUCHT 1935 SÜDAFRIKA | Frankfurter Straße 10   | Julius Grünebaum wurde 1905 geboren. Im Jahr 1935 gelang ihm die rechtzeitige Flucht nach Südafrika. |
|              | HIER WOHNTE MANFRED JAKOB GRÜNEBAUM JG. 1927 KINDERTRANSPORT 1939 HOLLAND INTERNIERT WESTERBORK DEPORTIERT 1943 SOBIBOR ERMORDET 21.5.1943                                       | Frankfurter Straße 10   | Manfred Jakob Grünebaum wurde am 30. Mai 1927 in Salmünster geboren. Seine Eltern waren Alexander Grünebaum und Emilie, geborene Hess. Er hatte einen deutlich älteren Bruder, den 1913 geborenen Isidor. Die Familie wurde 1935 in Folge der nationalsozialistischen Judenverfolgung gezwungen nach Frankfurt am Main umzuziehen. Während der Reichspogromnacht wurden sein Vater und sein Bruder in „Schutzhaft“ genommen und in das KZ Buchenwald deportiert. Die Familie plante die Flucht nach Südafrika, wo sich bereits Familienmitglieder befanden. Manfred Jakob wurde aber erstmal mit einem Kindertransport in die vermeintliche Sicherheit in die Niederlande geschickt, wo er am 5. Januar 1939 ankam. In der Folge kam er 1940 im Waisenhaus für Jungen in Amsterdam unter, ab März 1943 lebte er in der Uiterwaardenstraat in Amsterdam. Am 18. März 1943 wurde er in das Durchgangslager Westerbork deportiert und von dort am 18. Mai desselben Jahres in das Vernichtungslager Sobibor überstellt. Manfred Jakob Grünebaum wurde dort am 21. Mai 1943 ermordet. Seine Eltern und sein Bruder wurden ebenfalls Opfer der Shoah. |
|              | HIER WOHNTE MARTHA GRÜNEBAUM JG. 1907 FLUCHT 1933 PALÄSTINA 1938 USA | Frankfurter Straße 10   | Martha Grünebaum wurde am 21. November 1907 in Salmünster geboren. Ihre Eltern waren Alexander Grünebaum und Emma, geborene Oppenheimer. Ihr Vater heiratete ein weiteres Mal, Emilie Hess. Sie hatte zumindest zwei Halbbrüder – Isidor und Manfred Jakob. Grünebaum flüchtete 1933 nach Palästina, von dort 1938 in die USA. Sie war verheiratet mit Baruch Ellin, das Paar hatte zwei Söhne, Isidore und Seymore, und die Tochter Esther. Die Familie hatte in den USA eine Farm, des Weiteren war Ellin sehr in ihrer jüdischen Gemeinde engagiert. Ihr Mann starb 1985, Martha Ellin am 4. September 1996. Ihr Vater, ihre Stiefmutter und zumindest zwei ihrer Geschwister wurden Opfer der Shoah. |
|              | HIER WOHNTE PAULINA GRÜNEBAUM GEB. STRAUSS JG. 1879 UNFREIWILLIG VERZOGEN 1937 FULDA DEPORTIERT 1941 ŁODZ/LITZMANNSTADT ERMORDET                                                 | Frankfurter Straße 9    | Paula Grünebaum, geborene Strauss, wurde am 7. März 1873 in Schöllkrippen geboren. Sie heiratete Moses Grünebaum, das Paar hatte zumindest eine Tochter. Moses Grünebaum starb 1929 in Salmünster. Paula Grünebaum lebte danach zeitweise in Fulda. Am 20. Oktober 1941 wurde sie von Frankfurt am Main in das Ghetto Litzmannstadt deportiert. Paula Grünebaum hat die Shoah nicht überlebt. Ihre Enkeltochter kam 1939 mit einem der letzten Kindertransporte nach England, auch ihrer Tochter und deren Mann gelang noch die Flucht dorthin und konnten überleben. |
|              | HIER WOHNTE AUGUSTE KORN GEB. GOLDSCHMIDT JG. 1866 UNFREIWILLIG VERZOGEN FRANKFURT A. M. FLUCHT 1939 HOLLAND INTERNIERT WESTERBORK DEPORTIERT 1942 AUSCHWITZ ERMORDET 11.12.1942 | Franziskanergasse 6     | Auguste Korn, geborene Goldschmidt, genannt Gustl oder Gustel, wurde am 13. April 1866 in Gelnhausen, im Main-Kinzig-Kreis gelegen, geboren. Sie heiratete den Sattlermeister Jakob Korn aus Romsthal. Das Paar wohnte in Salmünster und hatte eine Tochter, Lina, geboren am 8. März 1901 ebendort, später verheiratete Dressel. Das Ehepaar musste in Folge der nationalsozialistischen Judenverfolgung den Heimatort verlassen und nach Frankfurt am Main umziehen. Auguste Korn und ihrem Mann gelang 1939 gelang die Flucht nach Holland, nicht ahnend, dass sie dort nicht lange in Sicherheit sein würden. Nach dem Überfall des NS-Regime auf die Niederlande konnten sie nicht noch einmal flüchten. Sie wurden aufgespürt, verhaftet und im Durchgangslager Westerbork interniert. Sie wurden schließlich in das Vernichtungslager Auschwitz deportiert. Auguste Korn und ihr Mann wurden unmittelbar nach der Ankunft am 11. Dezember 1942 in einer Gaskammer ermordet. Im Jahr darauf wurde auch ihre Tochter nach Auschwitz deportiert und ermordet. |
|              | HIER WOHNTE JAKOB KORN JG. 1871 UNFREIWILLIG VERZOGEN FRANKFURT A. M. FLUCHT 1939 HOLLAND INTERNIERT WESTERBORK DEPORTIERT 1942 AUSCHWITZ ERMORDET 11.12.1942                    | Franziskanergasse 6     | Jakob Korn wurde am 28. Juli 1871 in Romsthal geboren. Er wurde Sattlermeister und heiratete Auguste Goldschmidt aus Gelnhausen. Das Paar wohnte in Salmünster und hatte eine Tochter, Lina, geboren am 8. März 1901 ebendort, später verheiratete Dressel. Korn kämpfte im Ersten Weltkrieg. Er war Jude und Gegner des NS-Regimes. Im Juni 1933 musste er sich wegen „Verbreitung von Greuelmärchen“ vor dem Sondergericht beim Landgericht Kassel verantworten und wurde zu 14 Monaten Gefängnis verurteilt. In Folge der nationalsozialistischen Judenverfolgung musste das Ehepaar den Heimatort verlassen und nach Frankfurt am Main ziehen. 1939 gelang Jakob Korn und seiner Frau die Flucht nach Holland, nicht ahnend, dass sie dort nicht lange in Sicherheit sein würden. Nach dem Überfall des NS-Regime auf die Niederlande konnten sie nicht noch einmal flüchten. Sie wurden aufgespürt, verhaftet und im Durchgangslager Westerbork interniert. Jakob Korn und seine Frau wurden schließlich in das Vernichtungslager Auschwitz deportiert und unmittelbar nach der Ankunft am 11. Dezember 1942 in einer Gaskammer ermordet. Im Jahr darauf wurde auch seine Tochter nach Auschwitz deportiert und ermordet. |
|              | HIER WOHNTE JOSEPH MÜLLER PRIESTER JG. 1894 CHRISTLICHER WIDERSTAND SEIT 1943 MEHRFACH VERHAFTET/INHAFTIERT VERURTEILT 28.7.1944 ENTHAUPTET 11.9.1944 BRANDENBURG-GÖRDEN         | Klostergasse 5          | Joseph Müller wurde am 19. August 1894 in Salmünster geboren. Er wurde katholischer Priester, Seelsorger und entschiedener Kritiker des Nationalsozialismus. 1944 erzählte er bei einem Krankenbesuch beim Vater des NSDAP-Ortsgruppenleiters einen politischen Witz: „Ein Verwundeter liegt im Sterben und will wissen, wofür er stirbt. Er lässt die Krankenschwester rufen und sagt ihr: ‚Ich sterbe als Soldat und möchte wissen, für wen ich sterbe.‘ Die Schwester antwortet: ‚Sie sterben für Führer und Volk.‘ Der Soldat fragt dann: ‚Kann dann nicht der Führer an mein Sterbebett kommen?‘ Die Schwester antwortet: ‚Nein, das geht nicht, aber ich bringe Ihnen ein Bild des Führers.‘ Der Soldat bittet dann, dass ihm das Bild zur Rechten gelegt wird. Weiter sagt er: ‚Ich gehöre der Luftwaffe an.‘ Da bringt ihm die Schwester das Bild von Reichsmarschall Göring und legt es zur Linken. Daraufhin sagt der Soldat: ‚Jetzt sterbe ich wie Christus‘.“ Dieser Witz sollte ihm das Leben kosten. Er wurde angeklagt, vor den Volksgerichtshof in Berlin gestellt und zum Tode verurteilt. Josef Müller wurde am 11. September 1944 im Zuchthaus Brandenburg-Görden mittels Fallbeil hingerichtet. Joseph Müller gilt als christlicher Märtyrer des 20. Jahrhunderts. |
|              | HIER WOHNTE ELLA NEUHAUS GEB. FREUDENTHAL JG. 1856 FLUCHT 1936 USA | Frankfurter Straße 15 · | Ella Neuhaus |
|              | HIER WOHNTE LEOPOLD NEUHAUS JG. 1884 UNFREIWILLIG VERZOGEN 1937 FRANKFURT A. M. FLUCHT USA                                                                                       | Frankfurter Straße 24 · | Leopold Neuhaus |
|              | HIER WOHNTE MARTHA NEUHAUS JG. 1919 UNFREIWILLIG VERZOGEN 1936 FRANKFURT A. M. FLUCHT USA                                                                                        | Frankfurter Straße 24   | Martha Neuhaus |
|              | HIER WOHNTE ROSA NEUHAUS GEB. STERN JG. 1886 UNFREIWILLIG VERZOGEN 1936 FRANKFURT A. M. FLUCHT USA                                                                               | Frankfurter Straße 24   | Rosa Neuhaus |
|              | HIER WOHNTE LEVI STERN JG. 1878 UNFREIWILLIG VERZOGEN 1937 FRANKFURT A. M. SCHICKSAL UNBEKANNT                                                                                   | Frankfurter Straße 15   | Levi Stern |
|              | HIER WOHNTE ROSA 'GERTRUDE' STERN JG. 1912 FLUCHT 1938 USA | Frankfurter Straße 15   | Rosa 'Gertrude'Stern |
|              | HIER WOHNTE CÄCILIE 'CILLY' STRAUSS GEB. GRÜNEBAUM JG. 1909 FLUCHT 1935 SÜDAFRIKA                                                                                                | Frankfurter Straße 10   | Cäcilie Strauss, geborene Grünebaum, wurde 1907 geboren. Sie war verheiratet mit Jakob Strauss, 1933 wurde die gemeinsame Tochter Ester geboren. Die Familie flüchtete 1935 nach Südafrika und entkam so der Shoah. |
|              | ESTER STRAUSS JG. 1933 FLUCHT 1935 SÜDAFRIKA | Frankfurter Straße 10   | Ester Strauss wurde 1933 geboren. Ihre Eltern waren Jakob Strauss und Cäcilie, geborene Grünebaum. Die Familie flüchtete 1935 nach Südafrika und entkam so der Shoah. |
|              | HIER WOHNTE JAKOB STRAUSS JG. 1903 FLUCHT 1935 SÜDAFRIKA | Frankfurter Straße 10   | Jakob Strauss wurde 1903 geboren. Er heiratete Cäcilie Grünebaum, 1933 wurde die gemeinsame Tochter Ester geboren. Die Familie flüchtete 1935 nach Südafrika und entkam so der Shoah. |
|              | MAX VICTOR JG. 1884 UNFREIWILLIG VERZOGEN FRANKFURT A. M. DEPORTIERT 1941 LODZ / LITZMANNSTADT ERMORDET                                                                          | Frankfurter Straße 9    | Max Victor wurde am 27. Dezember 1884 in Burghaun geboren. Seine Eltern waren Bernhard Victor und Jette, geborene Levi. Er hatte fünf weitere Geschwister, seine älteste Schwester lebte nur wenige Tage, sein jüngster Bruder Salli starb 1910, des Weiteren hatte er die Brüder Samuel (starb 1916) und Liebmann, die im Allgäu die Käsegroßhandlung Gebrüder Victor OHG gegründet hatten und eine Schwester Gitta (starb 1940), verheiratete Kleeblatt. Victor übernahm 1913 das Schlachterreizubehör-Geschäft seines verstorbenen Vaters. Im Jahr 1930 heiratete er Selma Grünebaum ais Salmünster, sie zog zu ihm nach Burghaun. Ende 1938 zog das Paar nach Frankfurt am Main. Zuvor hatte es ein Gerichtsverfahren gegen Max Victor gegeben, da er eine „arische“ Putzfrau beschäftigt hatte und damit gegen das NS-Gesetz „zum Schutze des deutschen Blutes und der deutschen Ehre“ verstoßen hatte. Er wurde zu einer Geldstrafe in Höhe von 1500 Reichsmark verurteilt. Dort wohnten sie im Haus Liebigstraße 23. Am Morgen des 19. Oktober 1941 überfiel ein SS-Kommando ihre Wohnung, raubte Hab und Gut. Des Weiteren mussten sie in Anwesenheit der SS ihre Koffer packen und innerhalb von zwei Stunden sich zum Sammelplatz zu begeben, sich ein Schild um den Hals hängen mit Name, Geburtsdatum und Kennnummer. Am 20. Oktober 1941 erfolgte ihre Deportation in das Ghetto Litzmannstadt. Zwei Tage später langte der Deportationszug in Litzmannstadt ein, von den 1.500 Deportierten dieses Transportes überlebten nur drei. Max Victor und seine Frau überlebten die Shoah nicht. Auch in Burghaun wurden Stolpersteine für das Ehepaar verlegt. Sein Bruder Liebmann (Louis) und die Töchter seiner Schwester Gitta wurden ebenfalls deportiert und ermordet. |
|              | HIER WOHNTE SELMA VICTOR GEB.GRÜNEBAUM JG. 1903 UNFREIWILLIG VERZOGEN FRANKFURT A. M. DEPORTIERT 1941 LODZ / LITZMANNSTADT ERMORDET                                              | Frankfurter Straße 9    | Selma Victor, geborene Grünebaum, kam am 6. Juni 1903 in Salmünster zur Welt. Sie heiratete 1930 Max Victor und zog zu ihm nach Burghaun. Ihr Mann führte dort ein erfolgreiches Schlachtereizubehör-Geschäft. Nach der Machtergreifung Hitlers und der NSDAP im Januar 1933 waren auch die Juden der Landgemeinden brutalen Übergriffen von Männern der SA und der SS ausgesetzt. Des Weiteren hatte es ein Gerichtsverfahren gegen ihren Mann gegeben, da er eine „arische“ Putzfrau beschäftigt hatte, das Ehepaar floh Ende 1938 in die Anonymität der nahegelegenen Großstadt, nach Frankfurt am Main. Dort wohnten sie im Haus Liebigstraße 23. Doch auch dort war das Ehepaar nicht in Sicherheit. Am Morgen des 19. Oktober 1941 überfiel ein SS-Kommando ihre Wohnung, raubten Hab und Gut, das Ehepaar musste sich unter Demütigungen zu einem Sammelplatz begeben. Von dort wurden sie am 20. Oktober 1941 in das Ghetto Litzmannstadt deportiert. 1.500 Menschen wurden mit diesem Transport deportiert, zwei Tage später langte der Transport Lager an, nur drei Menschen von diesem Transport überlebten die Shoah. Selma Victor und ihr Mann überlebten nicht. An Selma Victor erinnert eine Hörbiographie im Raum der Namen unter dem Denkmal für die ermordeten Juden Europas in Berlin. Auch in Burghaun erinnern seit 2012 zwei Stolpersteine an das Ehepaar. |
|              | HIER WOHNTE RIDA 'HENNY' WOLF GEB. STERN JG. 1908 UNFREIWILLIG VERZOGEN 1937 FRANKFURT A. M. SCHICKSAL UNBEKANNT                                                                 | Frankfurter Straße 15   | Rida 'Henny'Wolf |

## Verlegedaten
- 8. November 2018
- 18. September 2022 (Karoline Dressel)[25]